# Robert Smith
Robert James Smith (Blackpool, Lancashire, 21 d'abril de 1958) és un músic anglès. Ell és el cantant, guitarrista, lletrista i compositor principal del grup The Cure, i el seu únic membre constant des de la creació del grup el 1976.